# Felix Brych
Felix Brych (sinh ngày 3 tháng 8 năm 1975) là một trọng tài bóng đá người Đức. Ông là trọng tài của SV Am Hart München thuộc Hiệp hội bóng đá Bayern. Ông là trọng tài FIFA cũng như là trọng tài cấp cao của UEFA.